# Zarzuela
Zarzuela (wymowa według IPA: [θaɾ'θwela] w Hiszpanii, [saɾ'swela] w państwach hiszpańskojęzycznych Ameryki Łacińskiej) – forma muzyczna liryczno-dramatyczna pochodzenia hiszpańskiego, w której występują naprzemiennie sceny mówione i śpiewane, w okresie późniejszym zawierająca także taniec; rodzaj musicalu. Nazwa wywodzi się prawdopodobnie od nazwy domku myśliwskiego zwanego Palacio Real de la Zarzuela (hiszp. Zarzas – miejsce porośnięte jeżynami), znajdującego się niedaleko Madrytu, gdzie w XVII wieku po raz pierwszy przedstawiono ten rodzaj sztuki hiszpańskiemu dworowi królewskiemu (tzw. Fiestas de Zarzuela).
Występują dwie formy zarzuelli: zarzuela barokowa (lata 1630–1750, styl wcześniejszy) i zarzuela romantyczna (lata 1850-1950), który możemy dalej podzielić na dwa podtypy: género grande (w 3 aktach o tematyce poważnej) i género chico (tzw. zarzuelita; w 1 akcie, z reguły o charakterze komicznym).
Musical znany był już w Hiszpanii od czasów Juana del Encina. Nowa forma zwana zarzuelą była o tyle innowacyjna, że dodawała funkcję dramatyczną do partii muzycznych. Stała się ona integralną częścią dzieła. Inne zmiany to udział wielkiej orkiestry i włączenie partii chóralnych, pieśni i tańca.
Zarzuela (także znana jako zarzuelta) to też integralna część muzyki filipińskiej. Przybyła razem z pierwszymi hiszpańskimi kolonizatorami i zakonnikami i błyskawicznie rozprzestrzeniła wśród rdzennej ludności, która przystosowała ją do swojego gustu.
Znawcy historii tego gatunku szacują, że napisano przeszło 12 000 zarzueli.

## Najbardziej znane utwory

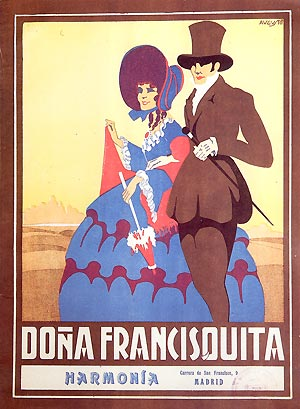
Plakat do zarzuelli Doña Francisquita (kompozytor: Amadeu Vives i Roig, 1923 r.)

- La leyenda del beso(inne języki) (zawierająca znaną arię Amor mi raza sabe conquistar)
- La dolorosa(inne języki)
- El huésped del Sevillano(inne języki)
- El caserío(inne języki)
- Cecilia Valdés
- El cóndor pasa
- Antonio de Literes: Jupiter y Semele (oparta na Metamorfozach Owidiusza)

## Kompozytorzy tworzący zarzuelę

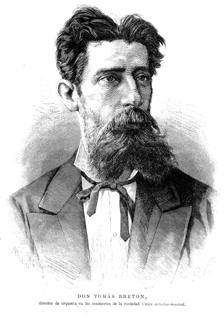
Hiszpański kompozytor oper i zarzueli Tomás Bretón

Pierwszym znanym kompozytorem zarzueli był Juan Hidalgo.
W drugiej poł. XVII w. zarzuela miała cechy francuskiego ballet de cour (wprowadzenie baletu i popularnych tańców, wykonywanych z towarzyszeniem gitary i kastanietów). Wybitnymi przedstawicielami tego typu zarzueli byli Sebastián Durón oraz Antonio de Literes.
W XVIII w. rosnący wpływ opery włoskiej przyczynił się do spadku zainteresowania zarzuelą (zarzuele w stylu opery włoskiej komponował m.in. José de Nebra).
W XIX w., wraz z rozwojem kierunku narodowego w muzyce hiszpańskiej, zarzuela przeżyła renesans. W 1856 powstał Teatro de la Zarzuela, w którym wystawiali swe dzieła m.in. R. Chapí, M.F. Caballero, T. Bretón
W XX wieku przedstawicielami zarzueli grande byli m.in.: Francisco Alonso-Lopéz, Federico Moreno Torroba, genero chico uprawiali m.in. Jacinto Guerrero Torres i Ernesto Pérez Rosillo.
- Juan Hidalgo
- Emilio Arrieta(inne języki)
- Tomás Bretón
- Federico Chueca
- Joaquín Gaztambide
- José Serrano(inne języki)
- Reveriano Soutullo(inne języki)
- José María Tena(inne języki)
- Juan Vert(inne języki)
- Rafael Millán Picazo(inne języki)
- Antonio de Literes
- Pablo Sorozábal(inne języki)
- Jesús Guridi(inne języki)
- Gonzalo Roig
- José de Nebra(inne języki)
- Ruperto Chapí
- Cristóbal Galán(inne języki)

## Inne znaczenia tego wyrazu
Zarzuela to także nazwa dania pochodzącego z kuchni hiszpańskiej, przyrządzanego z różnorodnych owoców morza i ryb. Nazwa zawdzięcza swój rodowód operowy bogatej mieszance składników.